# Maria d’Habsburg-Jagellon
Maria d'Habsburg-Jagellon (en alemany Maria von Habsburg o Maria von Österreich)
va néixer a Praga el 15 de maig de 1531 i va morir al Palau d'Hambach l'11 de desembre de 1581. Arxiduquessa d'Àustria, era filla de l'emperador Ferran I i d'Anna Jagellon (1503-1547). Va ser l'única filla de l'emperador que es va casar amb un noble protestant, en una època en què Alemanya estava convulsionada per les lluites entre catòlics i protestants.

## Matrimoni i fills
El 18 de juliol de 1541 es va casar amb el duc Guillem IV de Julich-Cleves-Berg, fill de Joan III de Cleves (1490-1539) i de Maria de Julich-Berg (1491-1543). Fruit d'aquest matrimoni nasqueren:
- Maria Elionor (1550-1608), casada amb Albert Frederic de Prússia (1553-1618).
- Anna (1552-1632), casada amb Felip Lluís del Palatinat-Neuburg (1547-1614).
- Magdalena (1553-1633), casada amb Joan I de Deux-Ponts (1550-1604).
- Carles Frederic (1555-1575)
- Elisabet (1556-1561)
- Sibil·la (1557-1627), casada amb Carles d'Habsburg (1560-1618)
- Joan Guillem (1562-1609), casat primer amb Jacoba de Baden i després amb Antonieta de Lorena (1568-1610).